# Luis Chombo
Juan Luis Chombo Heredia (Tápuc; Pasco, 19 de agosto de 1979) es abogado, docente y político peruano. Es el actual gobernador regional de Pasco desde el 1 de enero del 2023, siendo elegido en las elecciones regionales del 2022 para el periodo 2023-2026. Fue también alcalde de la provincia de Daniel Alcides Carrión de 2019 a 2022 y del distrito de Tápuc desde 2007 hasta 2010.

## Biografía
Nació el 19 de agosto de 1979, en el distrito peruano de Tápuc, Pasco. 
En 2008, tras realizar estudios en la Universidad Nacional Daniel Alcides Carrión, obtuvo la licenciatura en Educación, con especialidad en Computación e Informática educativa. Estudió en la Universidad Peruana de Las Américas, donde se graduó de Bachiller en Derecho en 2021. Ese mismo año, consiguió una maestría en Gestión pública por la Universidad Peruana de Ciencias Aplicadas.
Entre 2015 y 2018, fue consultor FAG del Gobierno regional de Pasco.

### Vida política
Fue elegido regidor distrital (2003-2006), y alcalde del distrito de Tápuc (2011-2014), por el Partido Aprista Peruano.
Luego, fue elegido alcalde de la provincia de Daniel Alcides Carrión (2019-2022), por el partido Somos Perú.
Participó en las elecciones de regionales de 2022 con el partido Somos Perú donde disputó la segunda vuelta regional frente al candidato Zumel Trujillo Bravo, del partido Pasco Verde. Fue electo gobernador regional de Pasco, siendo posesionado el 1 de enero de 2023.